# Železniční trať Bratislava–Komárno
Železniční trať Bratislava–Komárno je železniční trať na Slovensku, která spojuje Bratislavu s Komárnem přes Dunajskou Stredu.
Úsek z Bratislavy do Dunajské Stredy byl zprovozněn v roce 1895, úsek do Komárna o rok později. V roce 1910 došlo k vybudování nového nádraží v Komárně.

## RegioJet
27. prosince 2010 RegioJet získal devítiletou smlouvu se slovenským ministerstvem dopravy na dotovanou vlakovou dopravu na této trati od 4. března 2012. Objem smlouvy činí cca 1,25 mil. vlkm ročně při ceně 5,7 € za vlkm. Roční dotace měla být asi 7,1 miliónu eur, což bylo o 1,3 miliónu méně, než byla dosavadní dotace státnímu dopravci. Zakázku získala společnost v rámci veřejné soutěže MDVRR SR vypsané ministrem dopravy Ľubomírem Vážnym za účelem přímého zadání výkonů ZSSK a získání dotací z Operačního programu doprava (OPD).
Provoz měl RegioJet zajišťovat moderními dieselovými klimatizovanými jednotkami Bombardier Talent, které měly umožnit zkrácení jízdní doby v úseku Bratislava – Dunajská Streda na 43 minut. Rozsah dopravy byl plánován na hodinový interval vlaků Bratislava hl. st. – Komárno posílený ve špičce na půlhodinový interval o zrychlené spoje Bratislava–Nové Mesto – Dunajská Streda.
Od 26. do 28. dubna 2011 uspořádal RegioJet v této trase zkušební a prezentační jízdy přístupné i veřejnosti za jednotnou cenu 50 eurocentů (12 Kč) za jakoukoli trasu. Pro zkušební provoz si zapůjčil od německého dopravce Eurobahn ze skupiny Keolis soupravu v bílé barvě, která v pravidelném provozu jezdila na linkách RB 71 a RB 73 v okolí Bielefeldu v Severním Porýní-Vestfálsku (podle SME v okolí Berlína), jednotka byla registrovaná na společnost Prignitzer Eisenbahn–Gesellschaft (PEG), patřící pod skupinu Netinera, německou dceřinou společnost italských státních drah (FS), která vznikla za účelem převzetí německé části Arriva od koncernu DB. Při zkušebních jízdách byla souprava vybavena jen německými nápisy a dopravce neposkytoval občerstvení ani noviny, wifi internet však byl funkční. Pro provoz linky si měl RegioJet od roku 2012 na 9 let zapůjčit na operativní leasing 9 podobných jednotek, starých asi pět let, ty měl vybavit slovenskými a možná i maďarskými nápisy. Soupravy byly vybaveny kamerovým systémem v interiéru.
Regiojet se zajímal i o další relace, pro které by mohla být vyhlášena výběrová řízení, a o trasu Bratislava – Žilina – Košice.
V únoru 2019 začal RegioJet z důvodu nárůstu cestujících s posilováním kapacity na trati, které bylo rozplánováno do dvou fází. Navýšení kapacity plánoval RegioJet pomocí nasazení dalších motorových jednotek a dvoupodlažních vozů.

## ÖBB a ZSSK
Dne 13. prosince 2020 skončila RegioJetu smlouva na provoz vlaků na této trati. Do nové soutěže, která byla kritizována jak pro své podmínky tak pozdní termíny, se však nikdo nepřihlásil. RegioJet také v souvislosti s ukončením provozu a plánovaných oprav začal vracet motorové jednotky Bombardier Talent, které měl v pronájmu. Nakonec byla slovenským ministerstvem dopravy uzavřena dvouletá smlouva s ÖBB a Železničnou spoločností Slovensko, které tak 13. prosince 2020 převzaly provoz po RegioJetu. Mezi Bratislavou a Dunajskou Stredou plánovaly ÖBB a ZSSK nasadit rakouské push-pull soupravy CityShuttle doplněné o vozy ZSSK a klasické soupravy ZSSK. Mezi Dunajskou Stredou a Komárnem pak měly jezdit motorové jednotky 840, které ZSSK stáhly z Podtatranské oblasti, kde byly nahrazeny jednotkami 813 či 813.1.

## Leo Express Slovensko
Od 10. prosince 2023 převzala provozování pravidelné osobní dopravy na této trati společnost Leo Express Slovensko. Do provozu na této trati byly nasazeny motorové jednotky Alstom Coradia LINT 41 (německá řada 648) najaté od poolu Alpha Trains.